# 해양경찰교육원
해양경찰교육원(海洋警察敎育院, Korea Coast Guard Academy, 약칭: KCGA)은 대한민국 해양경찰청의 소속기관이다. 2013년 11월 12일 발족하였으며, 전라남도 여수시 해양경찰로 122에 위치하고 있다. 원장은 경무관으로 보한다.

## 직무
- 소속 공무원[2]의 교육 및 훈련
- 해양에서의 경찰 및 오염방제 업무와 관련된 기관·단체가 위탁하는 교육 및 훈련
- 해양에서의 경찰 및 오염방제 업무에 관한 연구·분석 및 장비·기술 개발

## 연혁
- 1971년 7월 14일: 해양경찰대의 하부조직으로 교육대 설치.[3]
- 1978년 8월 9일: 교육대 폐지.[4]
- 1988년 1월 1일: 경찰종합학교에 해양경찰학과 설치.
- 2004년 1월 29일: 해양경찰청 소속으로 해양경찰학교 설치.[5]
- 2004년 5월 6일: 해양경찰학교 개교.
- 2006년 2월 23일: 해양경찰학교 제2캠퍼스 설치.
- 2007년 12월 28일: 해양경찰학교 천안캠퍼스로 이전.
- 2013년 11월 5일: 해양경찰교육원으로 개편.[6]
- 2013년 11월 12일: 전남도 여수시로 청사 이전.[7]
- 2014년 11월 19일: 국민안전처 소속 해양경비안전교육원으로 개편.[8]
- 2017년 7월 26일: 해양경찰청 소속 해양경찰교육원으로 개편.[9]

## 역대 기관장

### 해양경찰학교장
| 대수 | 이름           | 임기                               | 비고 |
| ---- | -------------- | ---------------------------------- | ---- |
| 초대 | 최광현(崔廣賢) | 2004년 2월 7일 ~ 2005년 10월 23일  |      |
| 2대  | 김대홍(金大洪) | 2005년 10월 31일 ~ 2007년 8월 30일 |      |
| 3대  | 강성형(姜聲炯) | 2007년 9월 3일 ~ 2008년 12월 30일  |      |
| 4대  | 김승수(金勝洙) | 2009년 5월 8일 ~ 2010년 12월 20일  |      |
| 5대  | 김수현(金守炫) | 2010년 12월 21일 ~ 2012년 7월 23일 |      |
| 6대  | 이정근(李定根) | 2012년 7월 23일 ~ 2013년 4월 29일  |      |
| 7대  | 이주성(李周盛) | 2013년 4월 29일 ~ 2013년 11월 4일  |      |

### 해양경찰교육원장
| 대수 | 이름           | 임기                               | 비고 |
| ---- | -------------- | ---------------------------------- | ---- |
| 초대 | 이주성(李周盛) | 2013년 11월 5일 ~ 2014년 11월 18일 |      |

### 해양경비안전교육원장
| 대수 | 이름           | 임기                                | 비고 |
| ---- | -------------- | ----------------------------------- | ---- |
| 초대 | 이주성(李周盛) | 2014년 11월 19일 ~ 2015년 12월 28일 |      |
| 2대  | 김두석(金斗析) | 2015년 12월 29일 ~ 2016년 12월 29일 |      |
| 3대  | 박찬현(朴讚鉉) | 2016년 12월 30일 ~ 2017년 7월 25일  |      |

### 해양경찰교육원장
| 대수      | 이름           | 임기                               | 비고 |
| --------- | -------------- | ---------------------------------- | ---- |
| 초대      | 박찬현(朴讚鉉) | 2017년 7월 26일 ~ 2017년 9월 18일  |      |
| 직무 대리 | 함혜현(咸慧賢) | 2017년 9월 19일 ~ 2017년 11월 1일  |      |
| 2대       | 윤성현(尹晟鉉) | 2017년 11월 2일 ~ 2018년 5월 20일  |      |
| 3대       | 고명석(高明錫) | 2018년 8월 13일 ~ 2020년 12월 31일 |      |
| 4대       | 김종욱(金種旭) | 2020년 1월 1일 ~ 2021년 1월 13일   |      |
| 5대       | 김성종(金成鐘) | 2021년 1월 14일 ~ 2021년 12월 20일 |      |
| 6대       | 여인태(呂寅太) | 2021년 12월 27일 ~ 2023년 6월 30일 |      |
| 7대       | 여성수(余成守) | 2023년 7월 1일 ~ 2024년 3월 24일   |      |
| 8대       | 임명길(林明吉) | 2024년 3월 25일 ~ 2024년 7월 1일   |      |
| 9대       | 한상철(韓相哲) | 2024년 7월 2일 ~                   |      |

## 조직

### 원장
- 운영지원과[10]
- 교무과[10]
- 교수과[10]
- 학생과[11]
- 직무훈련센터
- 해양경찰연구센터[10]

### 소속기관
- 해양경찰연구센터

## 부설 시설
- 종합훈련센터
- 훈련함 (3011함)

## 사건사고
- 2018년 7월 31일 통합교육을 받고 있던 여성 경찰간부후보생이 구조훈련장에서 익사했다.[12]